# Haetera macleannania
Haetera macleannania é uma borboleta neotropical da família Nymphalidae e subfamília Satyrinae, encontrada da Costa Rica até oeste da Colômbia, noroeste do Equador e Peru, em habitat de floresta tropical. São borboletas com asas arredondadas e extremamente translúcidas, com pequenos ocelos nas asas posteriores e mancha de coloração vermelha. Adrian Hoskins cita que existem duas espécies no gênero Haetera e que macleannania difere de piera por esta última apresentar mancha de coloração âmbar em suas asas posteriores. Porém, uma nova subespécie de Haetera piera (subespécie sanguinolenta), descrita por Constantino & Salazar em 2007 e proveniente da Colômbia, também apresenta coloração avermelhada nas asas posteriores.

## Hábitos
Conservam os mesmos hábitos da espécie Haetera piera.[carece de fontes?]